# Fevillea cordifolia
La havilla o jabilla de Cuba (Fevillea cordifolia) es una especie de planta fanerógama perteneciente a la familia de las cucurbitáceas. El nombre vulgar recogido fue "calabaza zimarrona" (por calabaza cimarrona) en la expedición botánica de las islas de Barlovento, Cuba y Puerto Rico en el siglo XVIII por Martín de Sessé.

## Taxonomía
Fevillea cordifolia fue descrita por Carlos Linneo y publicado en Species Plantarum 2: 1013. 1753.

## Etimología
Fevillea: nombre genérico que lleva el nombre del botánico francés Louis Feuillée.
cordifolia: epíteto latíno que significa "hoja con forma de corazón"
Sinonimia
- Bryonia punctata L.
- Fevillea cordifolia var. hederacea (Poir.) Cogn.
- Fevillea hederacea Poir.
- Fevillea javilla Kunth
- Fevillea karstenii Cogn.
- Fevillea moorei Hook.f.
- Fevillea punctata (L.) Poir.
- Fevillea scandens L.
- Fevillea triloba Sessé & Moc.
- Fevillea trilobata Reichard
- Fevillea uncipetala Kuhlm.
- Nhandiroba cordifolia (L.) Kuntze
- Nhandiroba karstenii (Cogn.) Kuntze
- Nhandiroba moorei (Hook. f.) Kuntze
- Nhandiroba scandens (L.) Descourt.
- Siolmatra mexiae Standl.
- Trichosanthes punctata (L.) L.[5]